# Tityra
Tityra és un gènere d'ocells de la família dels titírids (Tityridae).

## Llistat d'espècies
Segons la Classificació del Congrés Ornitològic Internacional (versió 12.2, 2022) aquest gènere està format per tres espècies:
- Tityra inquisitor - títira becnegra.
- Tityra cayana - títira encaputxada.
- Tityra semifasciata - títira emmascarada.

Tanmateix, el Handook of the Birds of the World i la quarta versió de la BirdLife International Checklist of the birds of the world (Desembre 2019), consideren que la subespècie T. cayana. braziliensis tindria la categoria d'espècie. D'acord amb aquest altre criteri, s'hauria de considerar:
- Tityra cayana (stricto sensu) - Títira encaputxada occidental
- Tityra braziliensis - Títira encaputxada oriental

A més, en el HBW també es reconeix una cinquena espècie: la polèmica títira cuablanca (Tityra leucura), tàxon amb només dues observacions que el COI no admet i que considera amb status taxonòmic incert.